# Junior-VM i håndbold 2005 (mænd)
Juniorverdensmesterskabet i håndbold for mænd 2005 var det 15. junior-VM i håndbold for mænd, og turneringen med deltagelse af 20 hold afvikledes i Ungarn i perioden 15. – 28. august 2005.
Turneringen blev vundet af Danmark, som i finalen besejrede Serbien-Montenegro med 40-35, og som dermed vandt guld ved junior-VM for mænd for tredje gang. Bronzemedaljerne gik til værtslandet Ungarn, som i bronzekampen vandt 28-27 over Tyskland.

## Slutrunde

### Spillesteder
Kampene blev afviklet i elleve byer i det nordøstlige Ungarn.
| By | Arena                        | Kampe                                              |
| --- | ---------------------------- | -------------------------------------------------- |
| Nyíregyháza                                                                                                   | Bujtosi Szabadidö Központ    | 8 indledende, 6 i hovedrunden og finalekampene     |
| Miskolc | Varosi Sportközpont          | 6 indledende, 6 i hovedrunden og 3 placeringskampe |
| Tiszaújváros                                                                                                  | Tiszaújváros Sportközpont    | 8 indledende og 3 i hovedrunden                    |
| Tiszavasvári                                                                                                  | Varosi Sportcsarnok          | 8 indledende og 3 i hovedrunden                    |
| Ózd | Ózd Varosi Sportcsarnok      | 4 indledende og 4 i placeringsrunden               |
| Kisvárda | Városi Sportcsarnok          | 4 indledende og 2 i placeringsrunden               |
| Mezőkövesd | Mezőkövesd Sportközpont      | 2 indledende og 2 placeringskampe                  |
| Fehérgyarmat                                                                                                  | Móricz Zsigmond Szakképzö és | 2 i placeringsrunden og 1 placeringskamp           |
| Szerencs | Varosi Sportcsarnok          | 2 i placeringsrunden                               |
| Csenger | Varosi Sportcsarnok          | 2 i placeringsrunden                               |
| Nagykálló | Városi Sportcsarnok          | 2 placeringskampe                                  |
| Nyíregyháza Miskolc Tiszaújváros Tiszavasvári Ózd Kisvárda Mezőkövesd Fehérgyarmat Szerencs Csenger Nagykálló |                              |                                                    |

### Indledende runde
De 20 deltagende hold var inddelt i fire grupper med fem hold i hver, og i hver gruppe spillede holdene en enkeltturnering alle-mod-alle. De fire gruppevindere, de fire -toere og de fire -treere gik videre til kampene om placeringerne 1-12, mens holdene, der sluttede som nr. 4 eller 5 i hver gruppe, spillede videre i kampene om 13.- til 20.-pladsen.

#### Gruppe A
| Dato  | Tid   | Kamp                | Res.  | Pause | Spillested  |
| ----- | ----- | ------------------- | ----- | ----- | ----------- |
| 15.8. | 17:00 | Frankrig – Danmark  | 32–34 | 14-18 | Nyíregyháza |
| 15.8. | 19:00 | Egypten – Sydkorea  | 38–35 | 17-15 | Nyíregyháza |
| 16.8. | 17:00 | Danmark – Egypten   | 31–27 | 14-17 | Nyíregyháza |
| 16.8. | 19:00 | Sverige – Frankrig  | 24–22 | 11-11 | Nyíregyháza |
| 17.8. | 17:00 | Sydkorea – Sverige  | 35–27 | 14-14 | Kisvárda    |
| 18.8. | 17:00 | Sydkorea – Danmark  | 26–37 | 12-14 | Nyíregyháza |
| 18.8. | 19:00 | Egypten – Frankrig  | 25–24 | 12-11 | Nyíregyháza |
| 19.8. | 19:00 | Sverige – Egypten   | 21–23 | 10-10 | Kisvárda    |
| 20.8. | 17:00 | Danmark – Sverige   | 34–25 | 18-10 | Nyíregyháza |
| 20.8. | 19:00 | Frankrig – Sydkorea | 30–41 | 18-22 | Nyíregyháza |

| Hold     | Kampe | Mål       | Point |
| -------- | ----- | --------- | ----- |
| Danmark  | 4     | 1136-1100 | 8     |
| Egypten  | 4     | 1113-1110 | 6     |
| Sydkorea | 4     | 137-132   | 4     |
| Sverige  | 4     | 1197-1140 | 2     |
| Frankrig | 4     | 108-124   | 0     |

#### Gruppe B
| Dato  | Tid   | Kamp               | Res.  | Pause | Spillested   |
| ----- | ----- | ------------------ | ----- | ----- | ------------ |
| 15.8. | 17:00 | Congo – Tyskland   | 10–48 | 16-21 | Tiszavasvári |
| 15.8. | 19:00 | Spanien – Chile    | 44–24 | 23-10 | Tiszavasvári |
| 16.8. | 17:00 | Tyskland – Spanien | 34–32 | 16-15 | Tiszavasvári |
| 16.8. | 19:00 | Island – Congo     | 41–15 | 20-7  | Tiszavasvári |
| 17.8. | 19:00 | Chile – Island     | 23–43 | 10-24 | Kisvárda     |
| 18.8. | 17:00 | Chile – Tyskland   | 16–51 | 10-30 | Tiszavasvári |
| 18.8. | 19:00 | Spanien – Congo    | 42–20 | 20-11 | Tiszavasvári |
| 19.8. | 17:00 | Island – Spanien   | 31–32 | 12-17 | Kisvárda     |
| 20.8. | 17:00 | Tyskland – Island  | 30–27 | 15-10 | Tiszavasvári |
| 20.8. | 19:00 | Congo – Chile      | 27–28 | 14-13 | Tiszavasvári |

| Hold     | Kampe | Mål     | Point |
| -------- | ----- | ------- | ----- |
| Tyskland | 4     | 163-851 | 8     |
| Spanien  | 4     | 150-109 | 6     |
| Island   | 4     | 142-100 | 4     |
| Chile    | 4     | 091-165 | 2     |
| Congo    | 4     | 172-159 | 0     |

#### Gruppe C
| Dato  | Tid   | Kamp                      | Res.  | Pause | Spillested   |
| ----- | ----- | ------------------------- | ----- | ----- | ------------ |
| 15.8. | 17:00 | Kuwait – Slovenien        | 21–32 | 19-17 | Tiszaújváros |
| 15.8. | 19:00 | Tjekkiet – Serbien-Mont.  | 24–32 | 10-16 | Tiszaújváros |
| 16.8. | 17:00 | Slovenien – Tjekkiet      | 26–24 | 14-10 | Miskolc      |
| 16.8. | 19:00 | Argentina – Kuwait        | 27–22 | 16-91 | Miskolc      |
| 17.8. | 18:00 | Serbien-Mont. – Argentina | 35–28 | 15-14 | Mezőkövesd   |
| 18.8. | 17:00 | Serbien-Mont. – Slovenien | 27–26 | 13-81 | Tiszaújváros |
| 18.8. | 19:00 | Tjekkiet – Kuwait         | 33–26 | 14-81 | Tiszaújváros |
| 19.8. | 18:00 | Argentina – Tjekkiet      | 26–25 | 12-10 | Mezőkövesd   |
| 20.8. | 17:00 | Slovenien – Argentina     | 33–30 | 18-13 | Tiszaújváros |
| 20.8. | 19:00 | Kuwait – Serbien-Mont.    | 26–46 | 15-25 | Tiszaújváros |

| Hold               | Kampe | Mål       | Point |
| ------------------ | ----- | --------- | ----- |
| Serbien-Montenegro | 4     | 140-104   | 8     |
| Slovenien          | 4     | 0117-1021 | 6     |
| Argentina          | 4     | 0111-1151 | 4     |
| Tjekkiet           | 4     | 1106-1100 | 2     |
| Kuwait             | 4     | 195-138   | 0     |

#### Gruppe D
| Dato  | Tid   | Kamp                 | Res.  | Pause | Spillested   |
| ----- | ----- | -------------------- | ----- | ----- | ------------ |
| 15.8. | 17:00 | Tunesien – Israel    | 29–35 | 17-21 | Miskolc      |
| 15.8. | 19:00 | Brasilien – Ungarn   | 22–32 | 11-17 | Miskolc      |
| 16.8. | 17:00 | Rumænien – Brasilien | 38–22 | 20-14 | Tiszaújváros |
| 16.8. | 19:00 | Ungarn – Tunesien    | 29–24 | 10-10 | Tiszaújváros |
| 17.8. | 18:00 | Israel – Rumænien    | 27–34 | 16-15 | Ózd          |
| 18.8. | 17:00 | Tunesien – Brasilien | 22–35 | 13-15 | Ózd          |
| 18.8. | 19:00 | Israel – Ungarn      | 23–38 | 12-20 | Ózd          |
| 19.8. | 18:00 | Rumænien – Tunesien  | 35–29 | 16-15 | Ózd          |
| 20.8. | 17:00 | Brasilien – Israel   | 31–35 | 14-17 | Miskolc      |
| 20.8. | 19:00 | Ungarn – Rumænien    | 34–25 | 19-10 | Miskolc      |

| Hold      | Kampe | Mål       | Point |
| --------- | ----- | --------- | ----- |
| Ungarn    | 4     | 133-941   | 8     |
| Rumænien  | 4     | 1132-1120 | 6     |
| Israel    | 4     | 120-132   | 4     |
| Brasilien | 4     | 0110-1271 | 2     |
| Tunesien  | 4     | 104-134   | 0     |

### Hovedrunde
I hovedrunden samledes de fire gruppevindere, de fire -toere og de fire -treere fra den indledende runde i to nye grupper. Holdene fra gruppe A og B samledes i gruppe I, og holdene fra gruppe C og D blev samlet i gruppe II. I hver gruppe spillede holdene en enkeltturnering alle-mod-alle, og de to gruppevindere og de to -toere kvalificerede sig til semifinalerne, mens treerne gik videre til placeringskampen om femtepladsen. De to firere gik videre til kampen om syvendepladsen, de to femmere til kampen om niendepladsen og de to seksere til kampen om 11.-pladsen. Resultater af indbyrdes opgør mellem hold fra samme indledende gruppe blev overført til hovedrunden, så holdene ikke skulle mødes igen.

#### Gruppe M-I
| Dato  | Tid   | Kamp                | Res.  | Pause | Spillested   |
| ----- | ----- | ------------------- | ----- | ----- | ------------ |
| 22.8. | 15:00 | Egypten – Island    | 30–25 | 14-12 | Miskolc      |
| 22.8. | 17:00 | Sydkorea – Tyskland | 29–33 | 15-14 | Miskolc      |
| 22.8. | 19:00 | Danmark – Spanien   | 33–26 | 15-14 | Miskolc      |
| 23.8. | 15:00 | Tyskland – Egypten  | 30–33 | 12-17 | Tiszaújváros |
| 23.8. | 17:00 | Island – Danmark    | 25–33 | 12-16 | Tiszaújváros |
| 23.8. | 19:00 | Spanien – Sydkorea  | 31–26 | 15-11 | Tiszaújváros |
| 25.8. | 15:00 | Sydkorea – Island   | 33–34 | 17-15 | Miskolc      |
| 25.8. | 17:00 | Egypten – Spanien   | 26–29 | 13-13 | Miskolc      |
| 25.8. | 19:00 | Danmark – Tyskland  | 27–29 | 13-13 | Miskolc      |

| Hold     | Kampe | Mål       | Point |
| -------- | ----- | --------- | ----- |
| Tyskland | 5     | 156-148   | 8     |
| Danmark  | 5     | 0161-1331 | 8     |
| Spanien  | 5     | 150-150   | 6     |
| Egypten  | 5     | 154-150   | 6     |
| Island   | 5     | 142-158   | 2     |
| Sydkorea | 5     | 149-173   | 0     |

#### Gruppe M-II
| Dato  | Tid   | Kamp                     | Res.  | Pause | Spillested   |
| ----- | ----- | ------------------------ | ----- | ----- | ------------ |
| 22.8. | 15:00 | Slovenien – Israel       | 37–28 | 18-15 | Nyíregyháza  |
| 22.8. | 17:00 | Serbien-Mont. – Rumænien | 29–28 | 19-11 | Nyíregyháza  |
| 22.8. | 19:00 | Argentina – Ungarn       | 22–38 | 12-16 | Nyíregyháza  |
| 23.8. | 15:00 | Israel – Serbien-Mont.   | 29–40 | 11-17 | Tiszavasvári |
| 23.8. | 17:00 | Rumænien – Argentina     | 37–30 | 17-13 | Tiszavasvári |
| 23.8. | 19:00 | Ungarn – Slovenien       | 33–40 | 12-23 | Tiszavasvári |
| 25.8. | 15:00 | Argentina – Israel       | 35–40 | 17-14 | Nyíregyháza  |
| 25.8. | 17:00 | Slovenien – Rumænien     | 25–30 | 10-15 | Nyíregyháza  |
| 25.8. | 19:00 | Serbien-Mont. – Ungarn   | 23–24 | 12-11 | Nyíregyháza  |

| Hold               | Kampe | Mål       | Point |
| ------------------ | ----- | --------- | ----- |
| Ungarn             | 5     | 167-133   | 8     |
| Serbien-Montenegro | 5     | 154-135   | 8     |
| Rumænien           | 5     | 154-145   | 6     |
| Slovenien          | 5     | 0161-1481 | 6     |
| Israel             | 5     | 147-184   | 2     |
| Argentina          | 5     | 145-183   | 0     |

### Placeringsrunde
Placeringsrunden om 13.- til 20.-pladsen havde deltagelse af de otte hold, der endte på fjerde- eller femtepladserne i de indledende grupper. Holdene var opdelt i to grupper med fire hold, der hver spillede en enkeltturnering alle-mod-alle.

#### Gruppe P-I
| Dato  | Tid   | Kamp                | Res.  | Pause | Spillested |
| ----- | ----- | ------------------- | ----- | ----- | ---------- |
| 22.8. | 16:00 | Sverige – Congo     | 40–15 | 17-51 | Ózd        |
| 22.8. | 18:00 | Tjekkiet – Tunesien | 36–25 | 20-14 | Ózd        |
| 23.8. | 16:00 | Tunesien – Sverige  | 27–27 | 14-13 | Szerencs   |
| 23.8. | 18:00 | Congo – Tjekkiet    | 18–38 | 19-15 | Szerencs   |
| 25.8. | 16:00 | Sverige – Tjekkiet  | 25–32 | 13-17 | Ózd        |
| 25.8. | 18:00 | Congo – Tunesien    | 29–50 | 14-25 | Ózd        |

| Hold     | Kampe | Mål     | Point |
| -------- | ----- | ------- | ----- |
| Tjekkiet | 3     | 106-681 | 6     |
| Sverige  | 3     | 92-74   | 3     |
| Tunesien | 3     | 102-921 | 3     |
| Congo    | 3     | 162-128 | 0     |

#### Gruppe P-II
| Dato  | Tid   | Kamp                 | Res.  | Pause | Spillested   |
| ----- | ----- | -------------------- | ----- | ----- | ------------ |
| 22.8. | 16:00 | Chile – Frankrig     | 20–38 | 11-21 | Fehérgyarmat |
| 22.8. | 18:00 | Brasilien – Kuwait   | 35–25 | 17-12 | Fehérgyarmat |
| 23.8. | 16:00 | Frankrig – Brasilien | 23–19 | 9-6   | Kisvárda     |
| 23.8. | 18:00 | Kuwait – Chile       | 30–25 | 12-13 | Kisvárda     |
| 25.8. | 16:00 | Chile – Brasilien    | 20–29 | 18-15 | Csenger      |
| 25.8. | 18:00 | Frankrig – Kuwait    | 33–19 | 17-91 | Csenger      |

| Hold      | Kampe | Mål   | Point |
| --------- | ----- | ----- | ----- |
| Frankrig  | 3     | 94-58 | 6     |
| Brasilien | 3     | 83-68 | 4     |
| Kuwait    | 3     | 74-93 | 2     |
| Chile     | 3     | 65-97 | 0     |

### Placerings- og finalekampe
| Dato                | Tid                 | Kamp                     | Res.                | Pause               | Spillested          |
| Kamp om 19.-pladsen | Kamp om 19.-pladsen | Kamp om 19.-pladsen      | Kamp om 19.-pladsen | Kamp om 19.-pladsen | Kamp om 19.-pladsen |
| ------------------- | ------------------- | ------------------------ | ------------------- | ------------------- | ------------------- |
| 27.8.               | 10:30               | Chile – Congo            | 28–29               | 13-13               | Nagykálló           |
| Kamp om 17.-pladsen |                     |                          |                     |                     |                     |
| 27.8.               | 10:30               | Tunesien – Kuwait        | 33–25               | 18-14               | Fehérgyarmat        |
| Kamp om 15.-pladsen |                     |                          |                     |                     |                     |
| 28.8.               | 10:30               | Brasilien – Sverige      | 26–36               | 12-18               | Nagykálló           |
| Kamp om 13.-pladsen |                     |                          |                     |                     |                     |
| 28.8.               | 10:30               | Tjekkiet – Frankrig      | 30–27               | 16-13               | Mezőkövesd          |
| Kamp om 11.-pladsen |                     |                          |                     |                     |                     |
| 27.8.               | 10:30               | Argentina – Sydkorea     | 36–30               | 14-11               | Miskolc             |
| Kamp om 9.-pladsen  |                     |                          |                     |                     |                     |
| 27.8.               | 10:30               | Island – Israel          | 35–32               | 18-17               | Mezőkövesd          |
| Kamp om 7.-pladsen  |                     |                          |                     |                     |                     |
| 27.8.               | 16:00               | Slovenien – Egypten      | 32–33               | 15-18               | Miskolc             |
| Kamp om 5.-pladsen  |                     |                          |                     |                     |                     |
| 27.8.               | 18:30               | Spanien – Rumænien       | 33–29               | 21-12               | Miskolc             |
| Semifinaler         |                     |                          |                     |                     |                     |
| 27.8.               | 16:30               | Tyskland – Serbien-Mont. | 30–32               | 14-11               | Nyíregyháza         |
| 27.8.               | 19:00               | Ungarn – Danmark         | 31–33               | 16-14               | Nyíregyháza         |
| Bronzekamp          |                     |                          |                     |                     |                     |
| 28.8.               | 14:30               | Tyskland – Ungarn        | 27–28               | 18-14               | Nyíregyháza         |
| Finale              |                     |                          |                     |                     |                     |
| 28.8.               | 17:00               | Serbien-Mont. – Danmark  | 35–40               | 16-21               | Nyíregyháza         |

| Samlet rangering | Samlet rangering   |
| ---------------- | ------------------ |
| Guld             | Danmark            |
| Sølv             | Serbien-Montenegro |
| Bronze           | Ungarn             |
| 4.               | Tyskland           |
| 5.               | Spanien            |
| 6.               | Rumænien           |
| 7.               | Egypten            |
| 8.               | Slovenien          |
| 9.               | Island             |
| 10.              | Israel             |
| 11.              | Argentina          |
| 12.              | Sydkorea           |
| 13.              | Tjekkiet           |
| 14.              | Frankrig           |
| 15.              | Sverige            |
| 16.              | Brasilien          |
| 17.              | Tunesien           |
| 18.              | Kuwait             |
| 19.              | Congo              |
| 20.              | Chile              |

### Medaljevindere
| Guld | Sølv | Bronze |
| --- | --- | --- |
| Danmark | Serbien-Montenegro | Ungarn |
| Kristian Duvald Friis Jonas Aaen Christensen Klaus Hvidtfeldt Christensen René Toft Hansen Sebastian Koch-Hansen Simon Westh Kristiansen Mads Strange Pedersen Simon Edelberg Jensen Jacob Halle Petersen Kenneth Olsen Kasper Jørgensen Morten Olsen Henrik Møllgaard Jensen Stephen Dyreborg Nielsen Lasse Kronborg Rasmussen René Bach Madsen | Dragan Marjanac Uros Vilovski Nemanja Pribak Milan Mirkovic Mirko Milasevic Rajko Prodanovic Marco Vujin Danimir Cunkovic Marinko Kekezovic Bojan Beljanski Aleksandar Stanojevic Ilija Sladic Uros Mitrovic Vladirmir Perisic Zarko Sesum Milos Mitrovic | Gábor Csorba Norbert Sutka Gábor Pálos Szabolcs Zubai Kornél Nagy Gábor Császár Gábor Grenenár Máté Halász Barna Putics Gábor Szalafai János Kovács Timuzsin Schuch Péter Gulyás Gyözö Tomori Roland Mikler Pál Gergö |

### MVP
Morten Olsen blev kåret som turneringens mest værdifulde spiller.

### All star-hold
| Position     | Spiller               |
| ------------ | --------------------- |
| Målmand      | Roland Mikler         |
| Venstre fløj | Yves Grafenhorst      |
| Venstre back | René Bach Madsen      |
| Playmaker    | Morten Olsen          |
| Stregspiller | Uros Vilovski         |
| Højre back   | Marco Vujin           |
| Højre fløj   | Victor Tomas Gonzalez |